# Ferroníquel

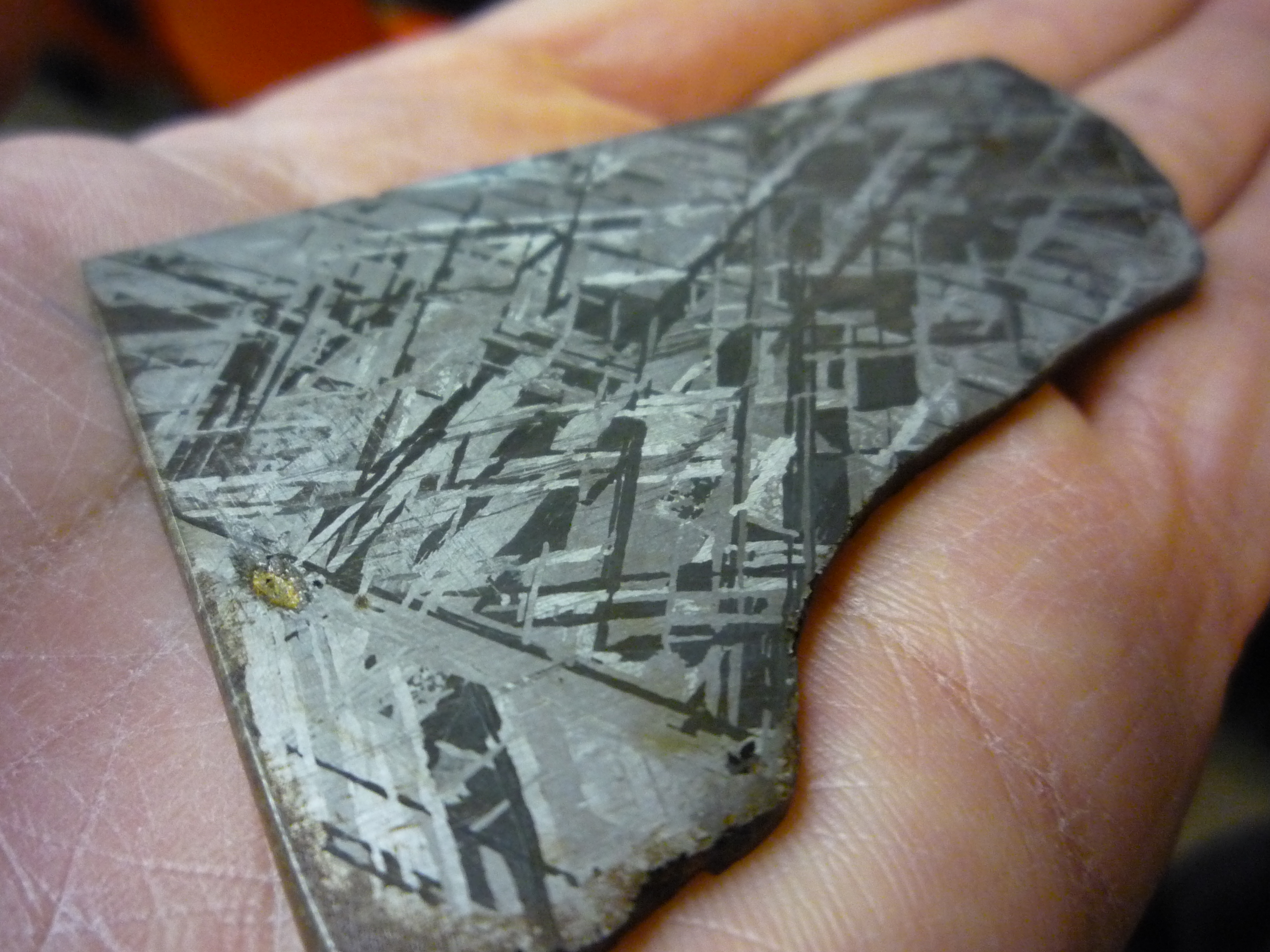
Estructura de Widmanstatten en meteorito de octahedrita (ferroníquel)

El ferroníquel, abreviado FeNi o NiFe, es una aleación de hierro (Fe) y níquel (Ni). El acrónimo se utiliza para describir:
- Las baterías de níquel-hierro,
- Varias reacciones químicas en las que intervienen un catalizador u otro componente de níquel-hierro,
- En Geología para describir la composición general del núcleo de la Tierra.[1]

La afinidad del níquel (número atómico 28) y del hierro (número atómico 26) por otros productos naturales sirve de base para preparar múltiples aleaciones comerciales (Fernico, Cunife), y también proporciona un entorno electrónico complejo que permite catalizar muchas reacciones químicas.
El hierro y el níquel se caracterizan por ser los elementos finales elaborados en la nucleosíntesis estelar, y por lo tanto los elementos más pesados que no requieren de una supernova o un evento similar cataclísmico para su formación. El hierro y níquel, por lo tanto, son los metales más abundantes en los meteoritos metálicos y en los núcleos densos de metal de los planetas como la Tierra.